# 千葉県立柏高等学校
千葉県立柏高等学校（ちばけんりつ かしわこうとうがっこう）は、千葉県柏市布施に位置する県立高等学校。略称「県柏（）」。

## 概要
千葉県第3学区（柏市、流山市、野田市、我孫子市、鎌ケ谷市）に属する。
最寄駅（北柏駅）からは遠いため、生徒の約98%が自転車通学をしている。
家から学校まで全て自転車で登校することを「全チャ」と呼ぶ。

## 学校設備

### 建物
- 普通棟（4階建て）
  - 普通教室
  - 購買部　　など
- 特別棟（4階建て）
  - 特別教室
  - AL室
  - 職員室　　など
- 管理棟（3階建て）
  - 事務室、校長室など
- 体育館
- セミナーハウス（3階建て）
- 格技場（2階建て）
  - 柔道場
  - 剣道場　　など
- 部室（2階建て）
- クラブ活動室（1階建て）
- プール(25m)

### その他
- 2006年6月にエアコンが各教室（普通教室（普通棟の2階～4階の24教室）のみ）に設置された。同年7月に運転開始。特別教室にもエアコン設置終了。
- 校舎の一部にアスベストが使われていたが、2006年12月に除去工事が行われた。
- 普通棟と特別棟をつなぐ渡り廊下は1階・2階・3階のみ（4階にはない）。1階と3階の渡り廊下は吹きさらしのため、雨天時は2階のみが使用可能となる。
- 2012年9月から2月まで体育館の耐震工事が行われる。
- 2024年に購買とは別に軽食(パンなど)が買える自動販売機が追加された。また、今までの自動販売機(飲み物)のキャッシュレス決済機能が追加された(PayPay、Suica、楽天ペイなど)。

## 沿革
千葉県により1970年に設立された。

### 年表
- 1970年4月17日 - 開校及び入学式。
- 1970年9月10日 - 本校舎起工式。
- 1971年3月31日 - 本校舎建築竣工。
- 1972年3月31日 - 特別教室棟竣工。
- 1973年4月8日 - 体育館竣工。
- 1973年9月1日 - 管理棟竣工。
- 2000年11月13日 - 普通科大規模改修工事竣工。
- 2004年4月15日 - スーパーサイエンスハイスクールに指定。
- 2007年 - スーパーサイエンスハイスクールの指定期間終了（2年間の終了経過措置校に指定）。
- 2011年 - スーパーサイエンスハイスクールに再び指定される。2015年度で終了。
- 2015年 - 進学指導重点校の指定。
- 2016年 - スーパーサイエンスハイスクールに再度指定される。2021年移行措置対象に

## 学校行事
- 4月 入学式、創立記念日、校外学習(1年)
- 5月 中間考査、校外学習(2年)
- 6月 合唱コンクール、マフティー・デイ①
- 7月 期末考査、運動祭(球技祭)
- 8月 学校説明会
- 9月 黎明祭（文化祭）、体育祭
- 10月 中間考査
- 11月 修学旅行、柏葉探求セミナー
- 12月 期末考査、生徒会行事
- 1月 SSH研修会
- 2月 千葉県公立高校入試、ロードレース大会（持久走大会）、マフティー・デイ②
- 3月 学年末考査、春季運動祭（2019年廃止）、卒業式

### マフティー・デイ
私服で登校できる代わりに100円ほど募金するイベント。年2回。主催は生徒会。
募金先は赤い羽根共同募金、ユニセフ、セーブ・ザ・チルドレン、緑の募金、国連UNHCR協会、能登半島災害義援金などの中から好きな団体を選べる。

### 合唱コンクール(6月)
例年、柏市民文化会館大ホールで行われる。午前は１部、２部、午後は３部、有志団体と4つのパートで行われる。

### 修学旅行(11月頃)
入学する際に、希望する旅行先を投票し、多数決で旅行先を決定する。沖縄(3泊4日)になることが多い。対象者は２年生。

### 柏葉探求セミナー(11月頃)
様々な分野で活躍されている卒業生をお迎えして、卒業生の高校時代のこと、キャリアのことを教えてもらう。医師や大学教員になられた卒業生も講師として参加される。

### ロードレース大会
県立柏高校は自転車通学者が多いため、競輪のレースをやると勘違いされるが、持久走のことである。
例年、柏の葉公園 陸上競技場と公園内を貸し切って行われる。

## 教育

### スーパーサイエンスハイスクール (SSH)
- 文部科学省指定のスーパーサイエンスハイスクールに選ばれている。千葉県内では他に芝浦工業大学柏中学高等学校と千葉市立千葉高等学校が選ばれている。
- 2004年度当初SSHの対象は当時の1年8組だけであった[要出典]が、同組からの不満などもあり[要出典]、2005年度からは全校生徒が対象となった。2011年度には2度目の指定を受けた。2015年度で終了。
- 2016年度～2020年度に3回目の指定を受け、2021年に移行措置対象になった。2023年現在、移行措置期間は終了となり出願中である。
- 夏季休業中に理数科を中心に[要出典]海外の大学への派遣も行っているが[7]、2020年度以降は新型コロナウイルスの影響で中止となっている。

### 高大連携
高校と大学との連携を行っている。
- 2005年「公開講座に関する協定」を東京理科大学と締結。[8]
- 2018年「高大連携授業に関する協定」を東京理科大学と締結。[8]
  - 東京理科大学の野田キャンパスや麗澤大学の講義の一部を高校生のうちから聞くことができ、それが大学の単位として認められる。
  - 大学の教授を高校の校舎に呼んでの特別授業（2005年度のロボット講座や2006年度の人権学習）。
  - 夏期休暇の大学の研究室訪問（理科大など）
- 2019年より千葉大学との高大連携も開始した。
- 2025年より改めて東京理科大学との高大連携に関する協定を締結。[8]

### 進学指導重点校
- 2015年度から、東葛飾高等学校が中高一貫校となったこともあり[9]、進学指導重点校となった。
- スタディサプリが1・2年生は全生徒約半額で利用出来る。2021年度以前は希望生だったものの、2021年度からは3年生も全生徒半額で利用できるように変更された。

## 進路
毎年、9割程の生徒が大学に進学し、浪人する生徒もいる。専門学校や就職する生徒はあまりいない。国立大学に進学する生徒は全体の2割ほど。
現役で進路を決定する生徒は例年9割ほどである。

### 指定校推薦
早稲田大学、上智大学、東京理科大学、明治大学、青山学院大学、立教大学、中央大学、法政大学、学習院大学、芝浦工業大学など有名大学の指定校推薦などもある。

## 部活動・同好会・愛好会
- 剣道部
- サッカー部
- 水泳部
- 卓球部
- 硬式テニス部
- ソフトテニス部
- バスケットボール部
- バドミントン部
- バレーボール部
- ハンドボール部
- 野球部
- ソフトボール部
- ラグビー部
- 陸上部
- 弓道部
- 演劇部
- 化学研究部
- 合唱部
- 茶道部
- 書道部
- 吹奏楽部
- 天文部
- 美術部
- 軽音楽部
- 写真部
- 電子工学部
- 漫画部
- ダンス部
- 文芸部
- クイズ部
- 将棋部
- 生物同好会
- 動画制作同好会
- 数学研究同好会
- ハンドメイド同好会
- 自習愛好会

## 交通
- 北柏駅及び柏たなか駅から東武バス、「前原」または「布施新田」下車、徒歩約10分

## 著名な卒業生
作家
- 江口寿史
- 森伸之（イラストレーター、制服研究者）
- 塩森恵子
- 吉野朔実
- 村崎友
- 先川原正浩

アナウンサー
- 柳本雪絵
- 久田直子
- 鈴木純子
- 平井史生

その他
- 平林岳（野球審判）
- 片岡聡（棋士）
- 指宿洋史（サッカー）
- 寺田靖範（映画監督）
- 白戸佑輔（ミュージシャン)
- あみち。（インフルエンサー)